# 藤木邦彦
藤木 邦彦（ふじき くにひこ、1907年5月3日- 1993年5月6日）は、日本の歴史学者。
熊本市生まれ。1930年東京帝国大学文学部国史学科卒。東大副手、立正大学講師を経て、1939年第一高等学校教授。1949年東京大学教養学部助教授、教授となり、1968年に定年退官、東京大学名誉教授、国士舘大学教授。

## 著書
- 『平安朝文化史論』東光協会出版部 1948
- 『日本史』世界書院 基礎学選書　1950
- 『最新日本史』研究社学生叢書 1951
- 『日本史要説』三省堂出版 1956
- 『日本のあゆみ 絵ときれきし』全4巻 偕成社 1957
- 『日本史1000題』学生社 1958
- 『日本全史 第3 古代 第2』東京大学出版会 1959
- 『平安時代の貴族の生活』至文堂・日本歴史新書 1960
- 『平安時代の文化』日本教文社・日本人のための国史叢書 1965
- 『日本史の徹底研究』 山田書院 1970
- 『平安王朝の政治と制度』吉川弘文館 1991

### 共編著
- 『日本史の綜合演習 基礎把握と実力完成』増補版 菱刈隆永共著 山海堂 大学受験演習問題叢書 1953
- 『最近五箇年大学別入試問題集 日本史』編 三省堂出版 1956
- 『日本史 史料演習』井上光貞共編 東京大学出版会 1956
- 『日本史史料集』笠原一男・井上光貞共編 山川出版社 1956
- 『日本史』編 青林書院 大学教養演習講座 1959
- 『日本史小辞典』編 學生社 1960
- 『日本人名小辞典』編 学生社 1961
- 『問題研究日本史』福田以久生共著 山田書院 ウィークポイントとその対策 1962
- 『高校「日本史」基本応用問題集』丸茂武重共編 学生社 1965
- 『体系日本史叢書 第1 政治史』井上光貞共編 山川出版社 1965
- 『日本史の教室』芳賀幸四郎共編 吉川弘文館 1965
- 『日本史の徹底研究』森杉多・高橋正之共著 山田書院 1966
- 『日本歴史シリーズ 第3巻 平安京』編 世界文化社 1968

## 論文
- 藤木邦彦